# Kvarnsjön (Lunda socken, Södermanland)
Kvarnsjön är en sjö i Nyköpings kommun i Södermanland och ingår i Kilaåns huvudavrinningsområde. Sjön har en area på 0,261 kvadratkilometer och ligger 32,7 meter över havet. Sjön avvattnas av vattendraget Björnbäcken.

## Delavrinningsområde
Kvarnsjön ingår i det delavrinningsområde (651638-155062) som SMHI kallar för Mynnar i Kilaån. Medelhöjden är 40 meter över havet och ytan är 13,38 kvadratkilometer. Det finns inga avrinningsområden uppströms utan avrinningsområdet är högsta punkten. Björnbäcken som avvattnar avrinningsområdet har biflödesordning 2, vilket innebär att vattnet flödar genom totalt 2 vattendrag innan det når havet efter 18 kilometer. Avrinningsområdet består mestadels av skog (67 procent) och jordbruk (14 procent). Avrinningsområdet har 0,41 kvadratkilometer vattenytor vilket ger det en sjöprocent på 3 procent. Bebyggelsen i området täcker en yta av 0,52 kvadratkilometer eller 4 procent av avrinningsområdet.